# Gunder (Vorname)
Gunder ist ein männlicher Vorname.

## Herkunft und Bedeutung
Gunder ist ein nordischer Vorname, der auf den altnordischen Namen Gunnarr zurückgeht. Dieser setzt sich aus den Elementen gunnr (Krieg) und arr (Kämpfer) zusammen. Alternativ kann die zweite Silbe als Abschwächung von nor (Norden) interpretiert werden, wodurch Gunnarr als „Krieger aus dem Norden“ verstanden werden könnte.
Auch im Althochdeutschen ist der Name verwurzelt, wo er sich aus den Bestandteilen gund ‚Kampf‘ und heri ‚Heer‘ zusammensetzt. Die erste Silbe gund findet sich in weiteren Namen wie Guntram, Gundaker oder Gundula wieder, während die zweite Silbe her in beliebten Namen wie Walter oder Werner vorkommt.
Der Burgunderkönig Gundahar (auch überliefert als Gundohar, Gundihar und Guntiar) wird nach 400 vom römischen Geschichtsschreiber Olympiodoros von Theben erstmals als Gundaharius erwähnt. In den schriftlich festgehaltenen Burgunderrechtsammlungen lex burgundionum (9. Jahrhundert) und lex romana burgundionum (7. Jahrhundert) wird Gundahar als einer der Burgunderkönige erwähnt. Die reale Person Gundahar diente in den darauf folgenden Jahrhunderten als Vorlage für die fiktive Figur des Gunther in der Nibelungensage und den davon abstammenden Geschichten und mündlichen Überlieferungen.

## Namenstage
Siehe Gunther (Vorname)#Namenstage

## Namensträger
- Gunder Andersson (1943–2025), schwedischer Schriftsteller und Kulturjournalist
- Gunder Bengtsson (1946–2019), schwedischer Fußballtrainer
- Gunder Gundersen (1930–2005), norwegischer Nordischer Kombinierer
- Gunder Hägg (1918–2004), schwedischer Leichtathlet

Als Zweitname:
- André Gunder Frank (1929–2005), deutschstämmiger Ökonom
- Johan Gunder Adler (1784–1852), dänisch-norwegischer Beamter